# 宇都宮鹿沼道路

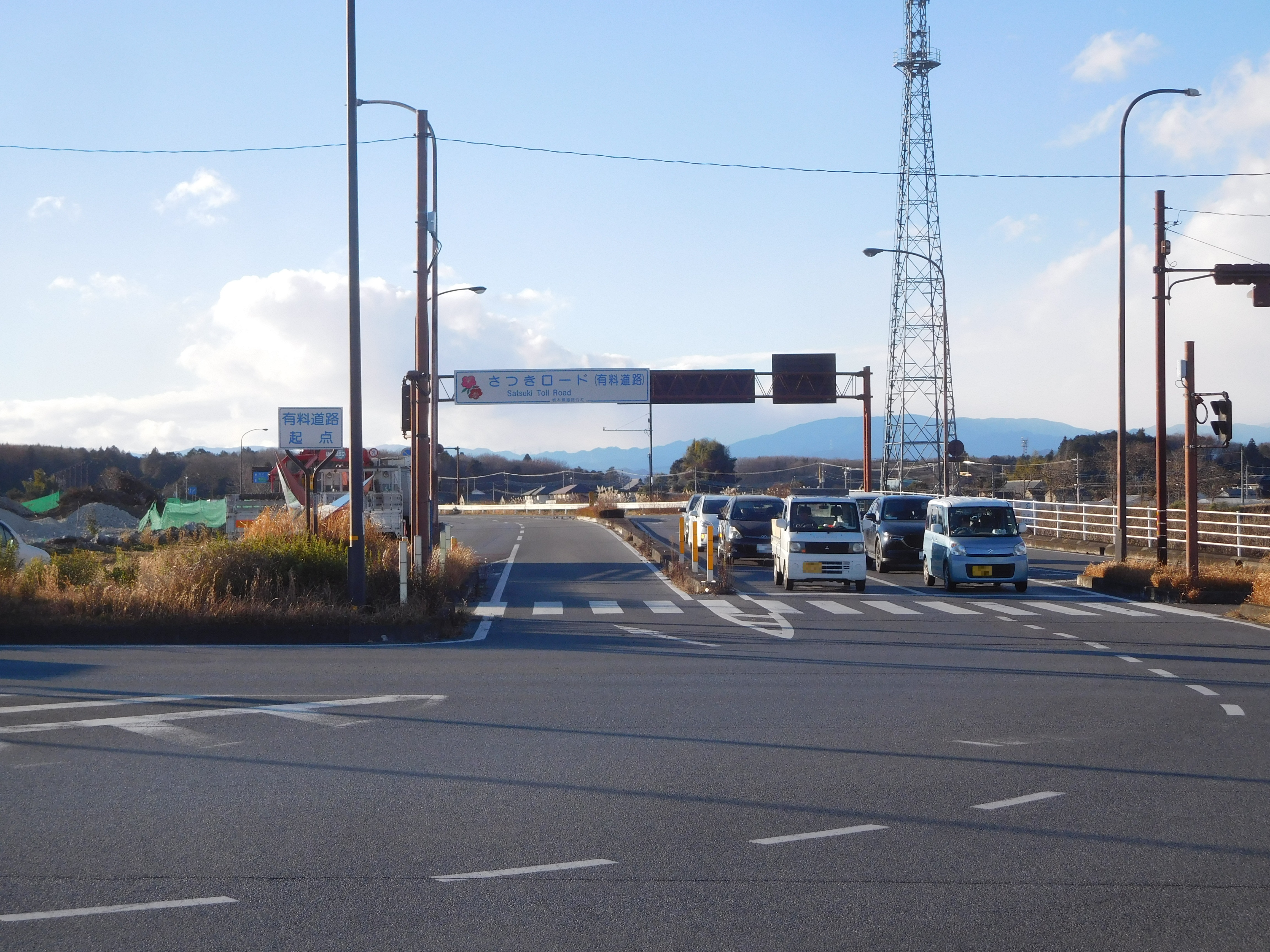
さつきロード（宇都宮側入口）

宇都宮鹿沼道路（うつのみやかぬまどうろ）は、栃木県鹿沼市から宇都宮市に至る延長1.6キロメートルの有料道路（国道121号バイパス）である。愛称は「さつきロード」。栃木県道路公社により管理されている。

## 概要
国道121号の一部で、現在は暫定2車線であるが、将来は4車線化できるように用地が確保されている。鹿沼市南東部にある東北自動車道鹿沼インターチェンジおよび鹿沼工業団地と宇都宮市南西部の西川田の間はこれまで、主に栃木県道6号宇都宮楡木線（鹿沼インター通り） - 宇都宮環状道路ないし栃木県道2号宇都宮栃木線や、栃木県道155号羽生田鶴田線 - 国道121号などを経由していたが、この道路の開通により両地点間は約4キロメートル短縮された。宇都宮市では当道路を立地適正化計画において将来的な都市構造としての交通ネットワークの整備の指針である、「3環状12放射」の「放射」にあたる道路として分類している。

### 通行料金

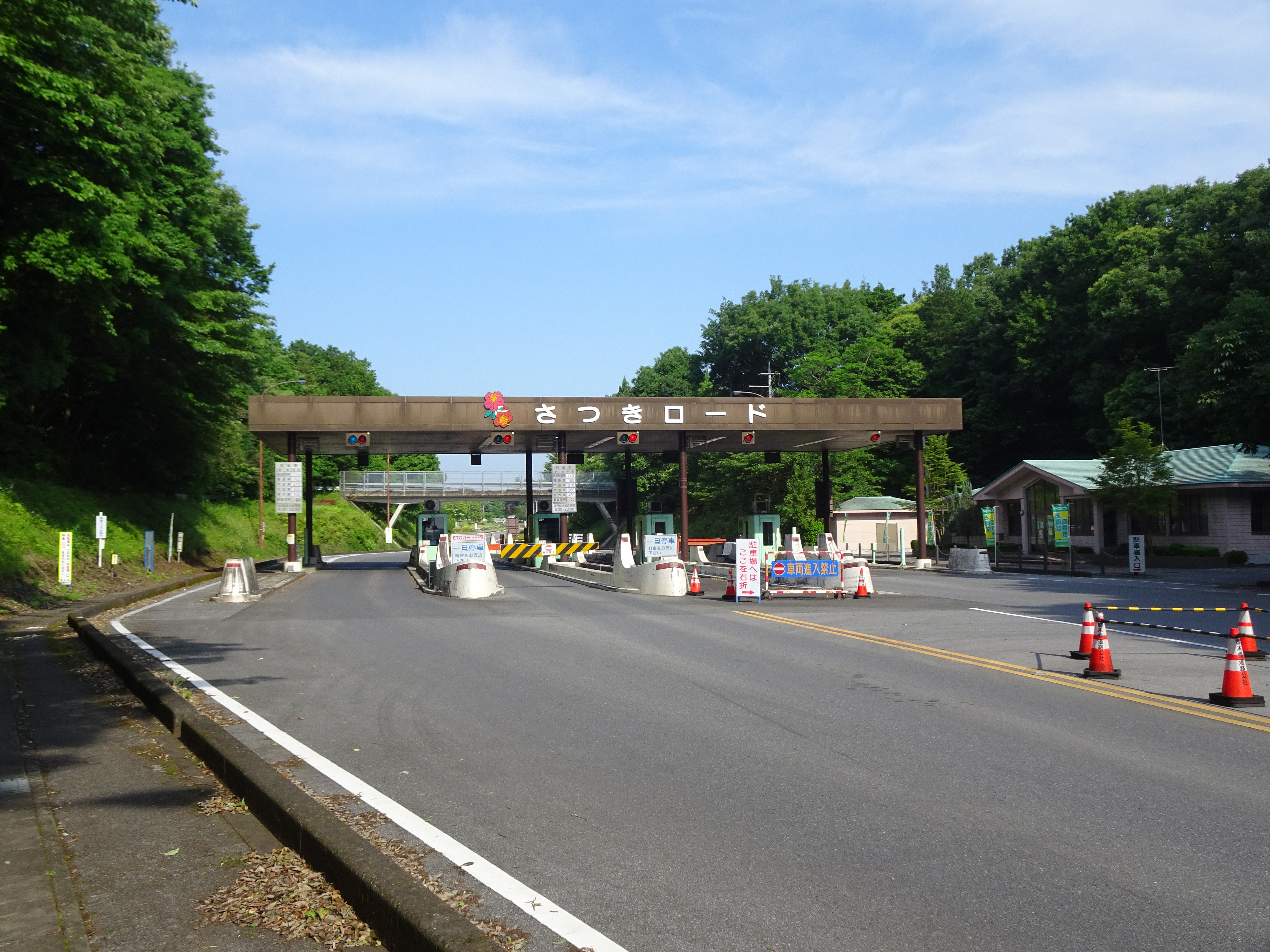
料金所

ETCは利用不可。回数券設定あり。料金徴収時間は23時から6時は無料、それ以外の時間帯は下記の値段で通行できる。原動機付自転車（125cc以下）・自転車は軽車両等料金を適用。
- 普通車：160円
- 中型車：210円
- 大型車：260円
- 特大車：430円
- 軽自動車：110円
- 軽車両等：20円

## 路線状況

### 構造物
- 下欠高架橋（植武川・県道羽生田鶴田線）
- 向川原橋（姿川）

## 交差する道路
| 交差する道路                              | 交差する道路                                                    | 交差する場所 | 交差する場所     |
| ----------------------------------------- | --------------------------------------------------------------- | ------------ | ---------------- |
| さつき大通り 鹿沼市街方面                 |                                                                 |              |                  |
| 国道121号楡木・鹿沼IC方面                 | 県道6号宇都宮楡木線宇都宮方面                                   | 鹿沼市       | さつき町         |
| 国道121号（宇都宮環状道路）真岡・栃木方面 | 県道3号宇都宮亀和田栃木線（宇都宮環状道路）日光・宇都宮市街方面 | 宇都宮市     | さつきロード入口 |

## 沿革
- 1996年（平成8年）3月18日 - 開通[1]
- 2026年（令和8年）3月17日 - 料金徴収期間終了（予定）[2]